# Wereld van Het lied van ijs en vuur
Dit is een overzicht van de wereld uit de door George R.R. Martin geschreven fantasyboekenserie Het lied van ijs en vuur en de bijbehorende televisieserie Game of Thrones. De geografie, geschiedenis, biologie en maatschappij van deze fictieve wereld komen hier kort aan de orde.
De achtergrond van de verhalen uit de boeken wordt stukje bij beetje verteld door middel van openbaringen, flashbacks en herinneringen. George R.R. Martin gebruikt daarvoor ook de stijl van de boeken, met hun interne dialogen, onbetrouwbare vertellers en point-of-view personages. Ook de appendices, de Verhalen van Dunk en Ei en het boek Het lied van ijs en vuur geven canonieke informatie over de wereld. In de televisieserie zijn uiteraard andere technieken beschikbaar, maar de makers van de serie hebben aangegeven de hoeveelheid achtergrondinformatie bewust beperkt te houden.

## Geografie
De fictieve wereld waarin de verhalen van Het lied van ijs en vuur zich afspelen is verdeeld in meerdere continenten. Van de drie belangrijkste verhaallijnen in de serie spelen er twee zich af op het westelijke continent Westeros en één op het ten oosten daarvan gelegen continent Essos. Ten zuiden van Essos ligt nog een continent genaamd Sothoryos waar weinig over bekend is. Een mogelijk vierde continent genaamd Ulthos zou nog verder naar het zuidoosten liggen.
Opvallend is dat de seizoenen in deze wereld soms jarenlang kunnen duren. De verklaring daarvoor is volgens auteur George R.R. Martin bovennatuurlijk in oorsprong.

### Westeros
Westeros is het meest westelijke continent en het belangrijkste continent in de boekenserie. Het is ongeveer zo groot als Zuid-Amerika, maar het vertoont culturele overeenkomsten met middeleeuws Europa met haar forten, kastelen en ridders. Het continent is traditioneel opgedeeld in zeven koninkrijken: Het Noorden, de IJzereilanden, de Vallei van Arryn, de Westerlanden, het Bereik, de Stormlanden en Dorne, en daarnaast nog drie subregio's: de Rivierlanden, de Kroonlanden en de landen Voorbij de Muur. In het begin van de boekenserie zijn negen van tien regio's (het gebied ten noorden van de Muur uitgezonderd) verenigd onder één koning. Verder wordt elk van deze negen gecontroleerd door een machtig adellijk huis.

#### Voorbij de Muur

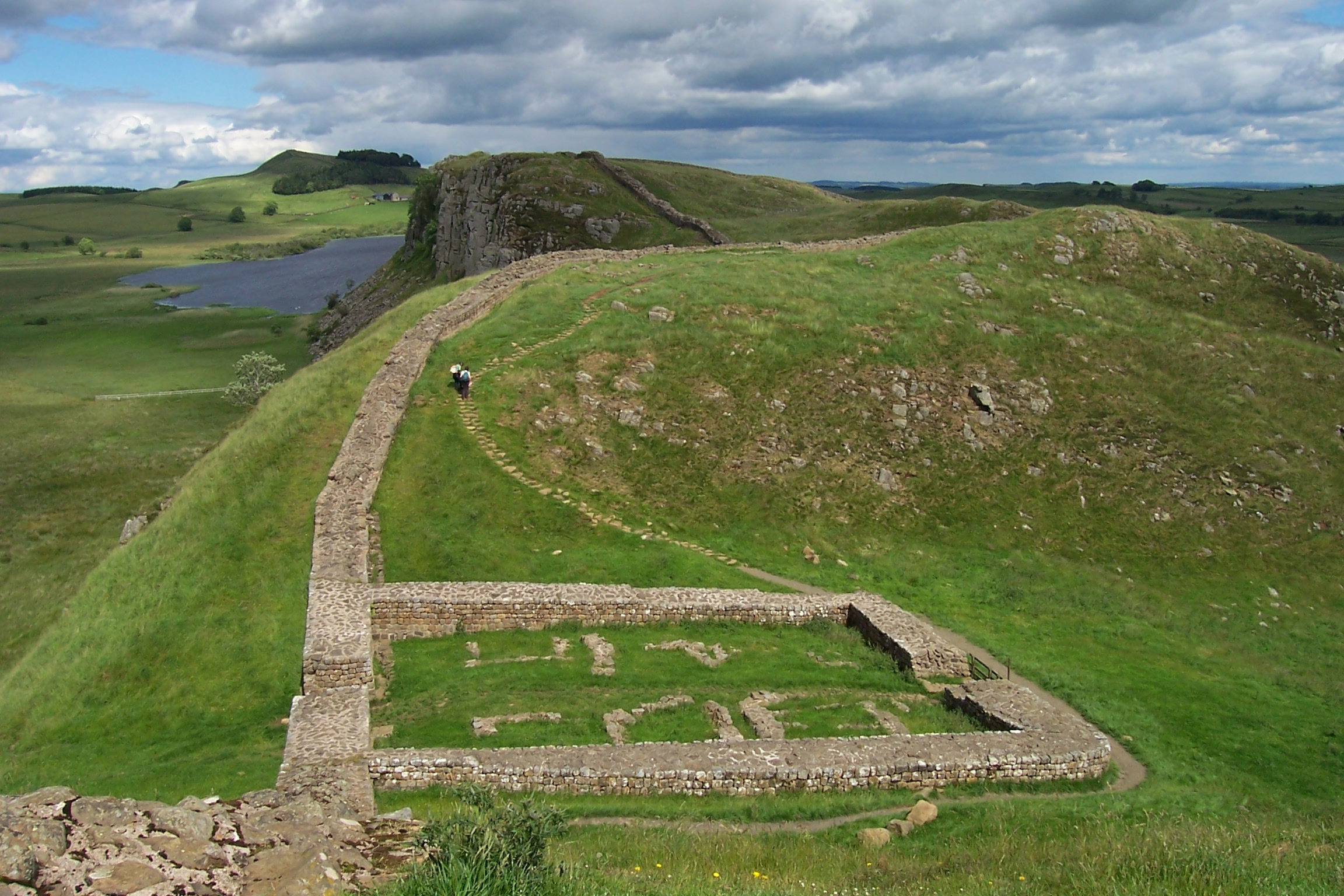
De Muur van Hadrianus was voor auteur George R.R. Martin een inspiratiebron voor De Muur in het noorden van Westeros

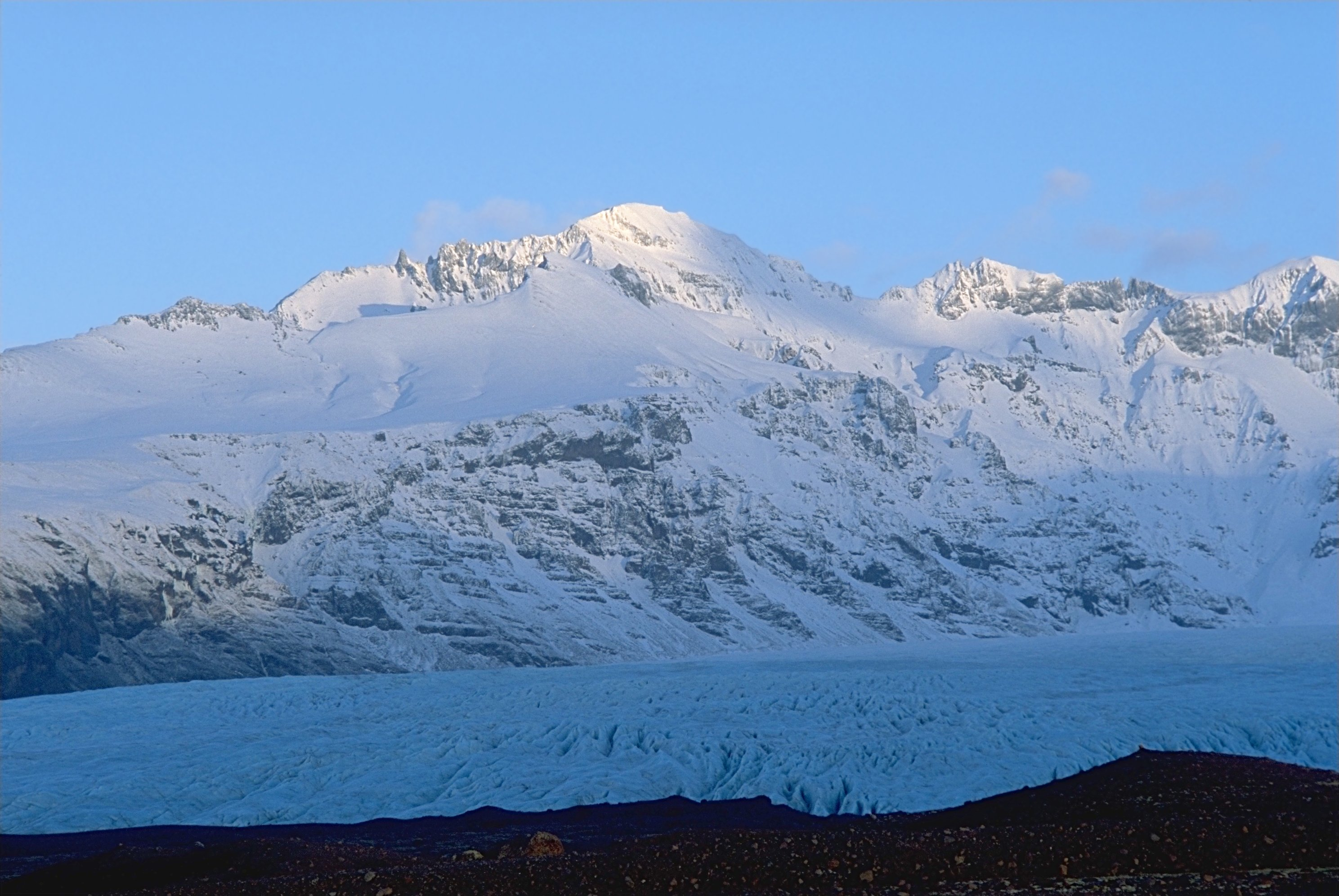
Het land Voorbij de Muur werd voor de televisieserie Game of Thrones opgenomen in IJsland

Over het hoge noorden voorbij De Muur (The Wall) is weinig bekend. Het valt niet onder de Verenigde Koninkrijken van Westeros en er leven Wildlingen met hun eigen koningen en eigen gewoontes. Ook de Anderen leven hier. Het is er altijd koud en besneeuwd. De machtigste man van het verre noorden draagt de titel Koning-achter-de-Muur. De Muur wordt vanaf zuidelijke kant bewaakt door de altijd in het zwart geklede leden van de Nachtwacht (Night's Watch). De Muur wordt door de auteur vergeleken met Muur van Hadrianus in Noord-Engeland, maar is vergroot om beter bij het fantasygenre te passen, hij wordt omschreven als 480 kilometer lang, 210 meter hoog en op de top 10 meter breed en aan de voet nog een stuk breder.

#### Het Noorden
Het Noorden (The North) is verreweg het grootste van de landen in oppervlak, maar wel dunbevolkt. Het wordt door de auteur vergeleken met Schotland, de winters zijn er koud en het sneeuwt er geregeld. Het machtigste adellijke huis in het Noorden is Huis Stark; Winterfel (Winterfell) is de hoofdstad van het gebied. Een van de vijf grote steden van Westeros, Withaven (White Harbor) ligt in het Noorden. Erkende bastaardkinderen krijgen hier bij hun geboorte de achternaam "Sneeuw" ("Snow").

#### De IJzereilanden

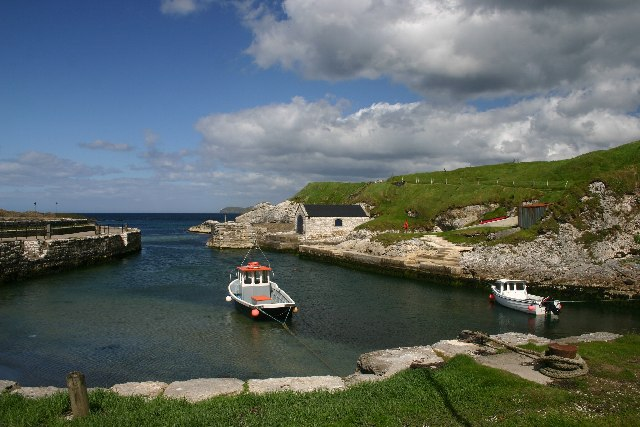
De haven van Ballintoy Harbour in Noord-Ierland werd in de televisieserie Game of Thrones gebruikt als haven van Piek

De zeven IJzereilanden (Iron Islands) liggen ten westen van Westeros, ongeveer halverwege het continent. Qua oppervlakte de kleinste van de landen, maar niet minder invloedrijk. Het is er stormachtig en de inwoners staan bekend als formidabele zeevaarders. Het machtigste adellijke huis in de IJzereilanden is Huis Grauwvreugd (Greyjoy); Piek (Pyke) is de hoofdstad van het gebied. Erkende bastaardkinderen krijgen hier bij hun geboorte de achternaam "Piek" ("Pyke").

#### De Rivierlanden
De Rivierlanden (Riverlands) liggen ongeveer in het midden van Westeros en zoals de naam al aangeeft stromen enkele grote rivieren door het gebied. De grootste is de Drietand (Trident), die drie grote zijrivieren heeft: de Groene Vork, de Blauwe Vork en de Rode Vork (Green, Blue en Red Fork), die samen komen in de Robijnvoorde (Ruby Ford) in het oosten. Officieel gelden de Rivierlanden niet als een van de Zeven Koninkrijken van Westeros maar worden ze gezien als het achtste, getuige de uitdrukking Making the eight. Deze uitdrukking wordt gebruikt door iemand die met een vrouw in elk van de Zeven Koninkrijken geslapen heeft en met één uit de Rivierlanden. De Rivierlanden zijn vruchtbaar en dichtbevolkt, maar de centrale ligging heeft als gevolg gehad dat Rivierlanden veelvuldig de locatie van oorlogen tussen andere koninkrijken zijn geweest.
Het machtigste adellijke huis in de Rivierlanden is Huis Tully, maar ook Huis Frey in De Tweeling (The Twins) is machtig; Stroomvliet (Riverrun) is de hoofdstad van het gebied en zetel van Huis Tully. Harrenhal was ooit het grootste kasteel van Westeros, maar ligt in puin nadat Aegon de Veroveraar met zijn draken langskwam, tegenwoordig wordt het beschouwd als vervloekt. Erkende bastaardkinderen krijgen hier bij hun geboorte de achternaam "Stroom" ("Rivers").

#### De Vallei van Arryn

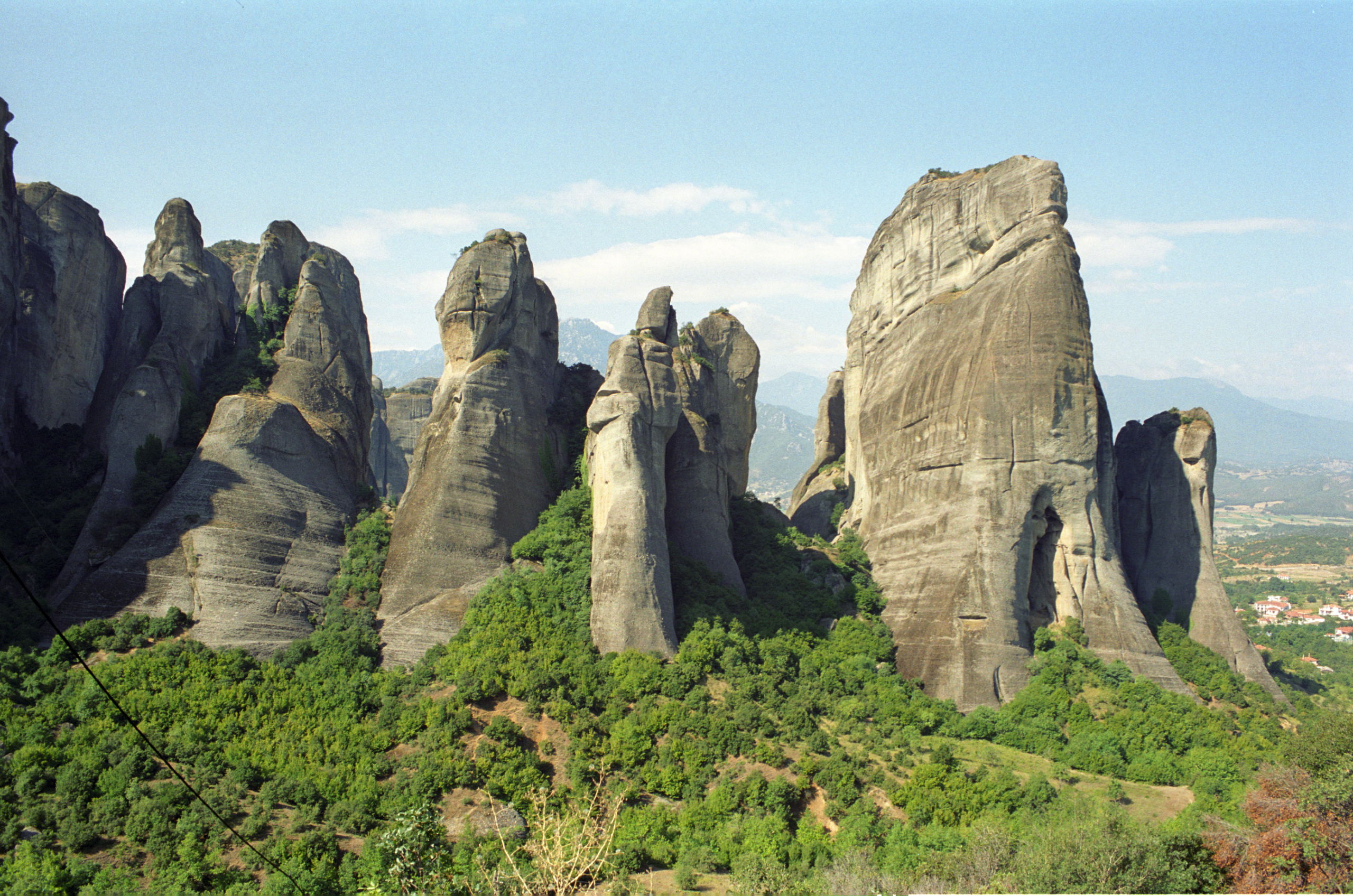
Beelden van Meteora in Griekenland werden in de televisieserie Game of Thrones gebruiken om een beeld van de Vallei van Arryn weer te geven

De Vallei van Arryn (Vale of Arryn) ligt in het bergachtige oosten van Westeros. Het machtigste adellijke huis in de Vallei is Huis Arryn; Adelaarsnest (The Eyrie) is de hoofdstad van het gebied, gelegen op een schier onbereikbare plek hoog boven een vruchtbare vallei diep de bergen. Een van de vijf grote steden van Westeros, Meeuwstede (Gulltown) ligt in het gebied van de Vallei aan de kust. Erkende bastaardkinderen krijgen hier bij hun geboorte de achternaam "Steen" ("Stone").

#### De Westerlanden

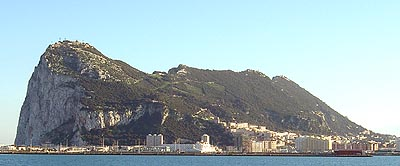
De Rots van Gibraltar was voor auteur George R.R. Martin een inspiratiebron voor de Rots van Casterling in de Westerlanden

De Westerlanden (The Westerlands) beslaan het heuvelachtige westen van Westeros. Het gebied is rijk in erts, met name in goud, en daarmee het rijkste gebied van Westeros. Het machtigste adellijke huis in de Westlanden is Huis Lannister; Rots van Casterling (Casterly Rock) is de hoofdstad van het gebied. Een van de vijf grote steden van Westeros, Lannispoort (Lannisport) ligt in de Westerlanden niet ver van de Rots. De Rots van Casterling is volgens de auteur geïnspireerd op de Rots van Gibraltar. Erkende bastaardkinderen krijgen hier bij hun geboorte de achternaam "Heuvel" ("Hill").

#### De Kroonlanden

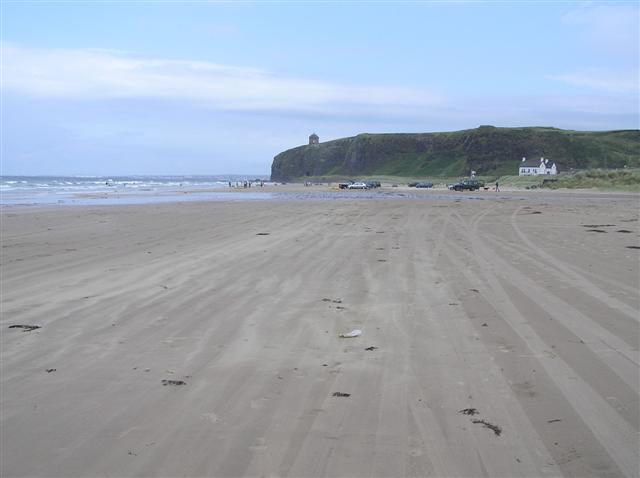
Downhill Strand in Derry (Noord-Ierland) werd in de televisieserie Game of Thrones gebruikt als strand van Drakensteen

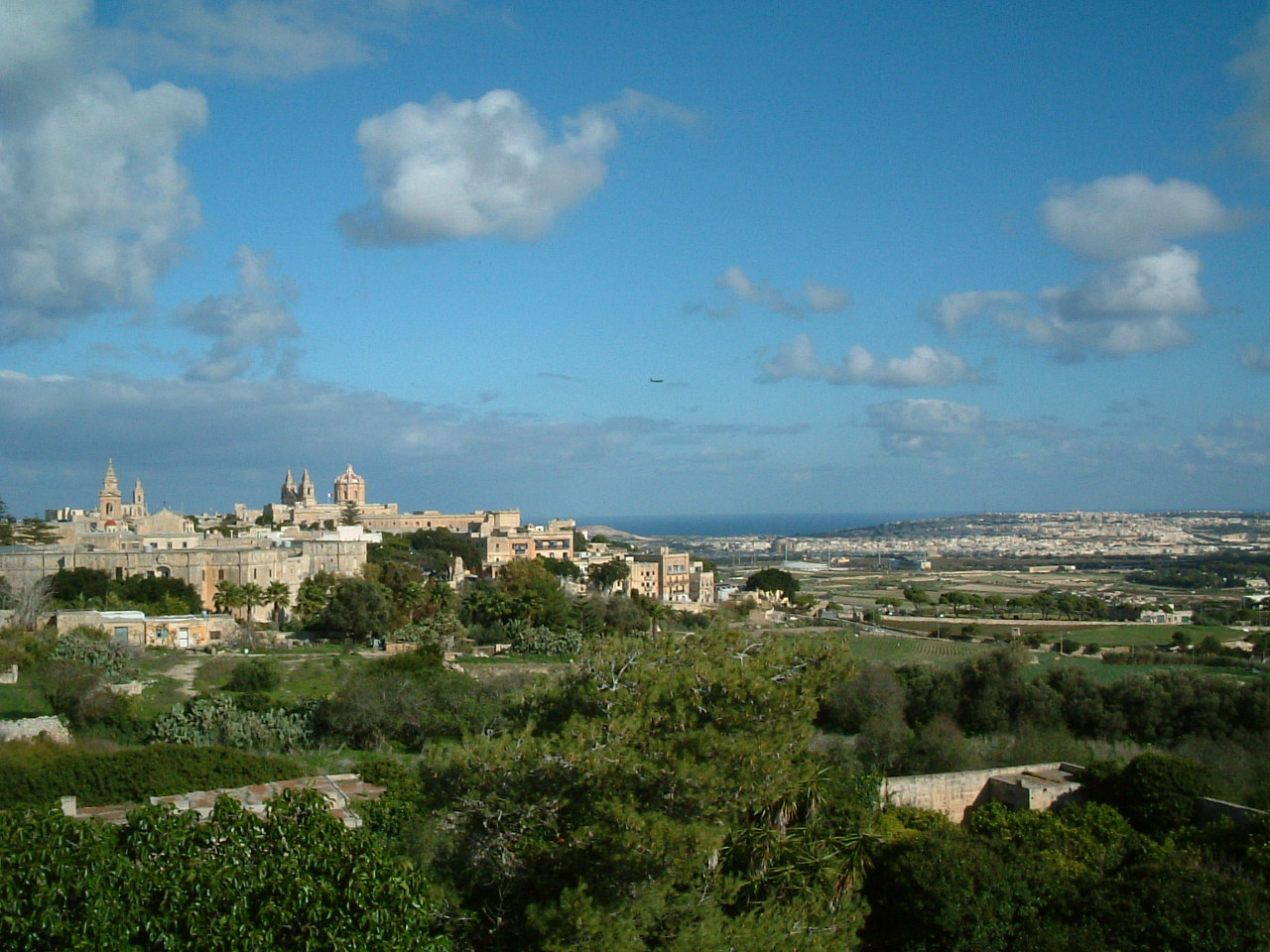
Mdina in Malta diende als een van de opnamelocaties voor de gebeurtenissen in Koningslanding

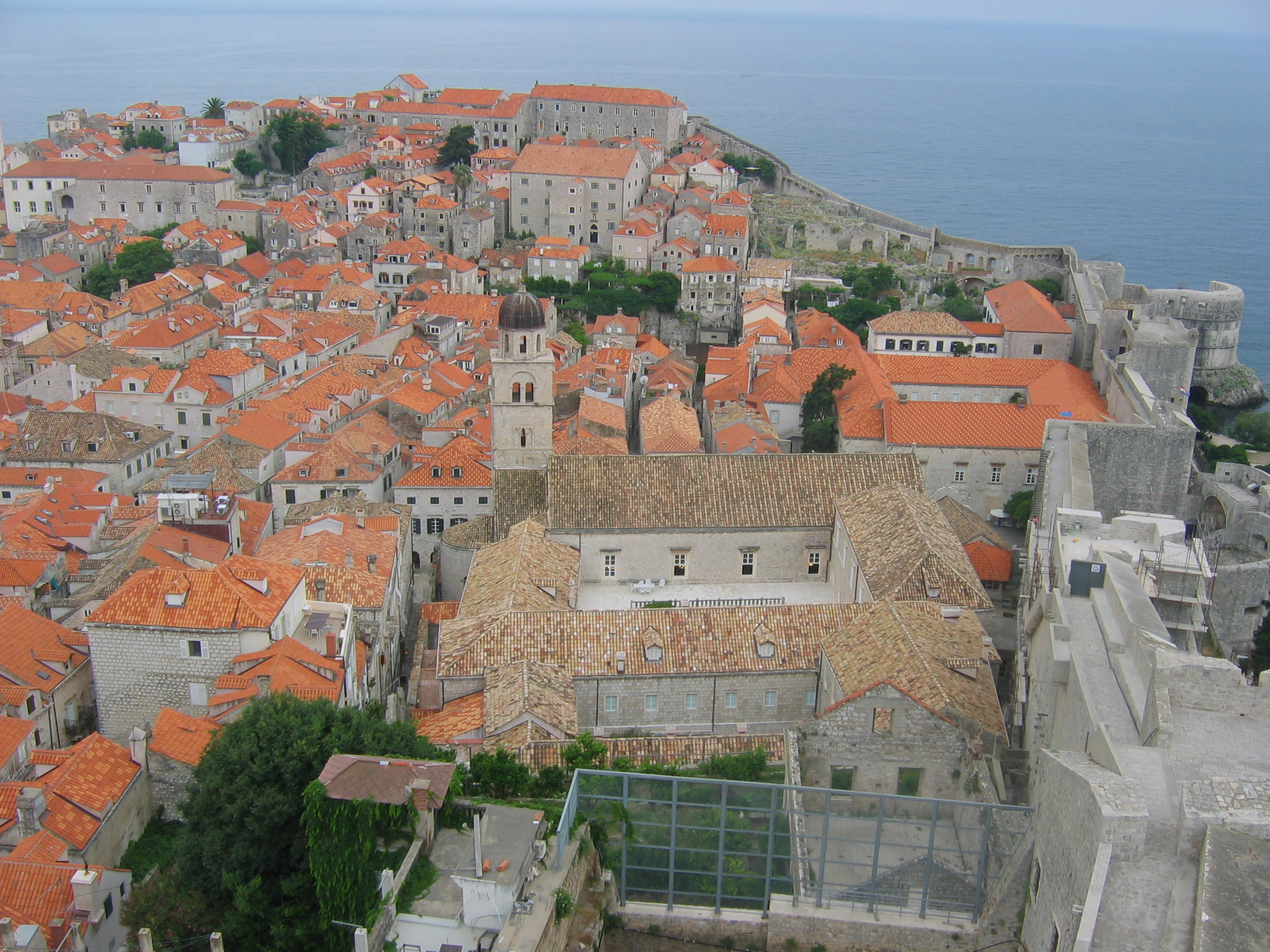
Dubrovnik in Kroatië diende als een van de opnamelocaties voor de gebeurtenissen in Koningslanding

De Kroonlanden (Crownlands) zijn de gebieden rond Koningslanding (King's Landing), de hoofdstad van Westeros, de hoofdstad van de Kroonlanden, en een van de vijf grote steden van Westeros. Koningslanding is volgens de auteur geïnspireerd op Parijs of Londen in de middeleeuwen. De Kroonlanden zijn lange tijd de landen die direct onder het regerende adellijke Huis Targaryen vallen. Ook het eiland en kasteel Drakensteen (Dragonstone), dat traditioneel het meest westelijke gebied van Valyria was en de uitvalsbasis voor de Targaryens tijdens hun invasie van Westeros, wordt tot de Kroonlanden gerekend. Ook wordt de kroonprins van het Rijk benoemd tot "Prins van Drakensteen". Erkende bastaardkinderen krijgen hier bij hun geboorte de achternaam "Water" ("Waters").

#### Het Bereik
Het Bereik (The Reach) is de naam voor het vruchtbare zuidwesten van Westeros. Vanwege de grote oogsten en goede wijnen is ook het Bereik rijk en machtig. Het machtigste adellijke huis in het Bereik is Huis Tyrel (Tyrell); Hooggaarde (Highgarden) is de hoofdstad van het gebied. Een van de vijf grote steden van Westeros, Oudstee (Oldtown) ligt in het Bereik en is de oudste stad van Westeros. Erkende bastaardkinderen krijgen hier bij hun geboorte de achternaam "Bloemen" ("Flowers").

#### De Stormlanden
De Stormlanden (Stormlands) beslaan een gebied in het zuidoosten van Westeros, ten zuiden van Koningslanding. Het machtigste adellijke huis in de Stormlanden is Huis Baratheon; Stormeinde (Storm's End) is de hoofdstad van het gebied. Erkende bastaardkinderen krijgen hier bij hun geboorte de achternaam "Storm".

#### Dorne
Dorne is de naam voor het dorre woestijnachtige verre zuiden van Westeros. Dorne staat bekend om haar snelle paarden, specerijen, wijn en textiel. De bevolking van Dorne staat bekend als heethoofdig vanwege hun Rhoynische afkomst. Dorne kent enkele gebruiken die specifiek zijn voor het gebied en ook was het het laatste land dat onder Huis Targaryen verenigd werd. Het machtigste adellijke huis in Dorne is Huis Martel; Zonnespeer (Sunspear) is de hoofdstad van het gebied. Erkende bastaardkinderen krijgen hier bij hun geboorte de achternaam "Zand" ("Sand").

### Essos
Essos is een groot continent ten oosten van Westeros. De twee continenten zijn gescheiden van elkaar door de Nauwe Zee (Narrow Sea). Het is qua grootte vergelijkbaar met Eurazië en kent grote verschillen in klimaat en landschap. In het heuvelachtige en beboste westen van Essos liggen de Vrije Steden (Free Cities). Aan de warme, heuvelachtige zuidkust liggen ook enkele steden, waaronder de restanten van Valyria. Het midden en oosten van het continent zijn grotendeels warm en droog en bestaan uit grasvlaktes en woestijnen waar nomadische volkeren leven. Het noorden is koud en wordt weinig beschreven.

#### Valyria
In de geschiedenis van Essos staat de stad Valyria in het zuiden van het continent centraal. Dit is de machtige hoofdstad van een groots rijk die zo'n vierhonderd jaar voor de verhalen uit de boeken in één nacht door een vulkaanuitbarsting verdwijnt. Door de auteur wordt de ondergang van Valyria door een catastrofe vergeleken met de mythe van de ondergang van Atlantis. De geschiedenis van Valyria speelt op de achtergrond van de verhaallijn rond Daenerys Targaryen en op die manier wordt onder andere bekendgemaakt dat de Valyrianen door gebruik van magie, draken en superieur staal op militair gebied dominant zijn in Essos en hun tegenstanders keer op keer de baas zijn en vele slaven maken. De cultuur en taal van Valyria zijn ook invloedrijk op het continent. Voorheen was Valyria een schiereiland maar sinds De Doem van Valyria is het in verschillende stukken uiteengevallen. De dampende zee die hieruit is ontstaan wordt volgens verhalen bewoond door zeedemonen en kwaadwillige zeemensen.

#### Vrije Steden
Aan de westkant van Essos liggen de Negen Vrije Steden, Braavos, Lorath, Lys, Myr, Norvos, Pentos, Qohor, Tyrosh en Volantis. De Vrije Steden zijn een verzameling onafhankelijke stadstaten gesticht door Valyriaanse kolonisten en vluchtelingen (dit was het geval met Braavos). De rivier de Rhoyne stroomt door de landen rondom de Vrije Steden. Braavos is het minst verbonden aan de Valyriaanse cultuur, de stadstaat heeft geen slavenmarkt en is zeer tolerant over geloof, dit in tegenstelling tot Volantis dat een immense slavenmarkt heeft.

#### Oostelijk Essos
In het oosten van Essos ligt de Zee van Dothrak, een enorme grasvlakte waar de Dothraki wonen. De Dothraki zijn lange, koperkleurige mensen die een overwegend nomadische leefwijze hebben en voor wie paarden van essentieel belang zijn in hun leven. De Dothraki hebben maar één stad die Vaes Dothrak genoemd wordt en dienstdoet als de hoofdstad. George R.R. Martin heeft de Dothraki gebaseerd op een mix van meerdere bestaande volkoren zoals Mongolen, Hunnen, Alanen en Noord-Amerikaanse Indianen.
Ten zuiden van de Zee van Dothrak ligt Lhazar waar de Lhazarenen wonen, een vreedzaam volk dat vaak slachtoffer wordt van de rooftochten van de Dothraki. Verder ten zuiden ligt weer een woestijn, de Rode Vlakte (Red Waste), waarachter de stad Qarth ligt.

#### Baai der Slavenhandelaren
In het zuiden van Essos ligt de Baai der Slavenhandelaren (Slavers Bay) met de steden Astapor, Yunkai en Meereen. Cultureel gezien zijn het de opvolgers van Ghis, de oude aartsvijand van Valyria. Zoals de naam al aangeeft zijn de steden voor hun welvaart grotendeels afhankelijk van de slavenhandel. Daenerys Targaryen komt in Astapor om een leger te verwerven.

### Overige landen
Sothoryos is een continent ten zuiden van Essos. Het wordt door de auteur vergeleken met Afrika, het bestaat uit jungles vol nare ziektes en is grotendeels niet in kaart gebracht.
Oostelijk van de bekende landen van Essos, ofwel op Essos, ofwel op een ander continent liggen de mysterieuze handelssteden Asshai en Yi Ti waar in de boeken niet veel over bekendgemaakt wordt. Het personage Melisandre komt uit Asshai. Achter Asshai liggen de Schaduwlanden. De Dothraki geloven dat als de wereld eindigt het spookgras uit deze streek de wereld zal overwoekeren.
In het noorden ligt het eiland Ibben waar het koud is en waar vooral verdiend wordt met de walvisjacht. De mensen van Ibben zijn behaard en houden van bijlen.
Ten zuiden van Westeros liggen de Zomereilanden waar de mensen op Westeros ook handel mee drijven, onder andere wijn en specerijen worden geïmporteerd. De mensen van de Zomereilanden hebben vreemde goden die ze eren door middel van geslachtsgemeenschap.

## Geschiedenis

### Kinderen en Eerste Mensen
Over de oudste geschiedenis van Westeros is ook voor de personages in de boeken weinig bekend. De vroegste inwoners zijn de Kinderen van het Woud, een ras van kleine magische wezens die de natuur en de Oude Goden aanbidden. Zo'n twaalfduizend jaar voor de gebeurtenissen uit Het lied van ijs en vuur kwamen uit het oosten de Eerste Mensen op Westeros aan, die na een oorlog met de Kinderen van het Woud een pact met hen sloten. De periode van vierduizend jaar die op het pact volgde wordt de Heldenera genoemd; in de loop van die periode namen de Eerste Mensen de religie van de Oude Goden over.
Achtduizend jaar voor de verhalen uit de boeken komt een ras van mysterieuze bovennatuurlijk wezens, de Anderen, uit het noorden oprukken. Met vereende krachten, drakenglas en oude magie lukt het alliantie van de Kinderen van het Woud en de Eerste Mensen om de Anderen weer terug naar het noorden te drijven. De Muur wordt gebouwd om de Anderen tegen te houden.

### Andalen
Zesduizend jaar voor de evenementen van de boekenserie, tweeduizend jaar na de opkomst van de Anderen, wordt het continent binnengevallen door de Andalen, oorspronkelijk afkomstig uit het westen van Essos. De Andalen nemen ook hun religie, het Geloof van de Zeven, mee naar Westeros. In de loop van de millennia veroveren de Andalen Westeros grotendeels op de Eerste Mensen. Alleen het Noorden blijft in handen van de Eerste Mensen. In die periode verdwijnen de Kinderen van het Woud langzaam terwijl de Eerste Mensen en de Andalen langzaam in elkaar opgaan.
Op een onbekend tijdstip na de invasie van de Andalen, komt opnieuw een volk uit Essos naar Westeros. Onder aanvoering van koningin Nymeria zeilen de Rhoynar naar Westeros en landen in Dorne. De kleine woestijnkoninkrijken in het verre zuiden van Westeros worden verenigd als Nymeria en Huis Martel een alliantie sluiten door middel van een huwelijk en geheel Dorne onderwerpen.

### Targaryens
Driehonderd jaar voor de gebeurtenissen van de boekenserie vallen de Targaryens onder leiding van Aegon de Veroveraar Westeros binnen. Hoewel hun leger niet al te groot is hebben ze drie draken bij zich en zelfs Harrenhal, het grootste kasteel van Westeros, is kansloos tegen deze draken. Het gevolg van deze invasie is dat de Targaryens bijna drie eeuwen lang over Westeros regeren. In eerste instantie blijft Dorne gespaard van de invasie van Aegon, maar na enkele oorlogen sluiten Huis Targaryen en Huis Martel een huwelijksalliantie waardoor 184 jaar na de invasie ook Dorne onder de Verenigde Koninkrijken van Westeros gaat vallen en de Oorlog van de Verovering officieel eindigt.
Vijftien jaar voor het begin van de boeken regeert Aerys II Targaryen "de Krankzinnige" over Westeros. Een groep edellieden onder aanvoering van Robert Baratheon komt in opstand. Eddard Stark en Jon Arryn sluiten zich bij Robert aan. Als Jaime Lannister koning Aerys doodt wordt Robert Baratheon de nieuwe koning; hij trouwt met Cersei Lannister om de Lannisters te vriend te houden. De achtjarige zoon, Viserys, en de babydochter, Daenerys, van de vermoorde koning worden in veiligheid gebracht naar de Vrije Stad Pentos op Essos. De gebeurtenissen tijdens Roberts Opstand (ook bekend als de Oorlog van de Usurpator) vormen grotendeels de directe aanleiding voor de gebeurtenissen in de boeken van Het lied van ijs en vuur.
Zes jaar na de kroning van Robert Baratheon als koning komt Balon Grauwvreugd van de IJzereilanden in opstand. Deze opstand wordt neergeslagen maar heeft onder meer als gevolg dat Theon Grauwvreugd als gijzelaar naar Winterfel wordt meegenomen. Nog negen jaar later worden met de dood van Jon Arryn de gebeurtenissen in gang gezet die leiden tot de Oorlog van de Vijf Koningen, waarin Joffrey Baratheon, Stannis Baratheon en Renling Baratheon strijden om de IJzeren troon en Robb Stark en Balon Grauwvreugd voor onafhankelijkheid van hun landen. De gebeurtenissen in en rond de Oorlog van de Vijf Koningen staan centraal in de eerste boeken van de cyclus Het lied van ijs en vuur.

## Biologie
De meeste personages in de boeken zijn menselijk en de meeste planten en dieren komen ook overeen met die op aarde. Toch worden er door de serie heen ook andere rassen voorgesteld, zoals Reuzen, de Kinderen van het Woud en de Anderen. Ook mythische wezens als draken en schrikwolven komen voor in de door George R.R. Martin geschapen wereld.

### De Anderen
De Anderen zijn een bovennatuurlijk volk uit het verre noorden. De Muur is gebouwd om de Anderen in het noorden te houden. Ze zijn sterk, maar gevoelig voor 'drakenglas' (een soort vulkanisch glas of obsidiaan) en Valyrisch staal.

### Draken
Draken zijn in de wereld van Het lied van ijs en vuur zeer zeldzaam en bijzonder krachtig. Aegon Targaryen gebruikte drie draken tijdens zijn invasie van Westeros en Daenerys Targaryen plant datzelfde te doen met haar drie draken. Enkele draken die met naam in de boeken voorkomen zijn:
- Balerion, bijgenaamd De Zwarte Verschrikking (the Black Dread), is grootste van de drie draken van Aegon de Veroveraar. Wordt bereden door Aegon zelf.
- Meraxes, een van de drie draken van Aegon de Veroveraar. Wordt bereden door Rhaenys.
- Vhagar, een van de drie draken van Aegon de Veroveraar. Wordt bereden door Visenya.
- Drogon, een van de drie draken van Daenerys. Door haar vernoemd naar haar overleden man Khal Drogo.
- Rhaegal, een van de drie draken van Daenerys. Door haar vernoemd naar haar broer Rhaegar Targaryen.
- Viserion, een van de drie draken van Daenerys. Door haar vernoemd naar haar broer Viserys Targaryen.

### Schrikwolven
Schrikwolven (dire wolves) zijn een soort bijzonder grote wolven die leven ten noorden van de Muur. Ze zijn groter en sterker dan gewone wolven met langere poten en grotere koppen. Ze worden in de boeken omschreven als groter dan een pony. Volkeren in Westeros geloven dat ze (ten zuiden van de Muur) uitgestorven zijn, maar aan het begin van het eerste boek (Het spel der tronen) vinden leden van Huis Stark er in de buurt van Winterfel vijf schrikwolf pups bij hun dode moeder. Elk kind van Eddard Stark en Catelyn Tulling krijgt een schrikwolf als huisdier. Jon Sneeuw vindt nog een zesde pup die hij zelf adopteert.
- Grijze Wind (Grey Wind) wordt de schrikwolf van Robb Stark.
- Dame (Lady) wordt de schrikwolf van Sansa Stark.
- Nymeria wordt de schrikwolf van Arya Stark.
- Zomer (Summer) wordt de schrikwolf van Bran Stark.
- Ruige Hond (Shaggydog) wordt de schrikwolf van Rickon Stark.
- Spook (Ghost) wordt de schrikwolf van Jon Sneeuw.

## Maatschappij
Het verhaal van Het lied van ijs en vuur speelt zich af in een fictieve wereld, losjes gebaseerd op de Europese middeleeuwen en dan met name de periode van de Rozenoorlogen in het vijftiende-eeuwse Engeland. Enkele bovennatuurlijke elementen zijn door de auteur toegevoegd, hoewel ze een minder dominante rol spelen dan in veel andere fantasyseries. In het leven van de meeste volkeren en personages in de boeken komt er geen magie voor en velen geloven er zelfs niet in.

### Taal
In de wereld worden verschillende talen gesproken. Voor de televisieserie Game of Thrones kreeg taalkundige David J. Peterson de opdracht om op basis van de in de boeken gegeven tekst het Dothraki en het Valyriaans tot volledige taal uit te werken.

### Religie
Meerdere religies worden in de wereld van Het lied van ijs en vuur beleden. Sommige mensen in Westeros hangen de Oude Goden aan, die nog stammen van de religie van de Kinderen van het Woud, hoewel dat laatste volk inmiddels verdwenen is. De Oude Goden hebben vooral veel aanhang in het Noorden.
Daarnaast is het Geloof van de Zeven, dat ook Het Geloof wordt genoemd. De religie kent één god met zeven aspecten (de Vader, de Krijger, de Smid, de Moeder, de Dienstmaagd, de Oude en de Vreemdeling). Deze religie kent een uitgebreide georganiseerde organisatie met een soort paus die luistert naar de titel Hoge Septon en een hiërarchische structuur met zusters, priesters en kardinalen. Ook zijn er bij tijd en wijle enkele militante ordes die het geloof gebruiken om mensen te onderdrukken.
Op de IJzereilanden wordt verder nog de Verdronken God aanbeden en in het noorden, Voorbij de Muur, worden de Anderen door sommige Wildlingen ook als goden gezien. In Dorne aanbidden sommige nakomelingen van de Rhoynar de godin Moeder Rhoyne, de personificatie van de rivier de Rhoyne in het westen van Essos. R'hllor, ook bekend als 'De Rode God' maar ook als 'Lord of Light' is een god die vooral aanbeden wordt in Essos, maar kent ook aanhangers in Westeros. In Braavos staat een gebedshuis van de God met de Vele Gezichten.
De Dothraki aanbidden een paardengod, de 'Grote Hengst' (Great Stallion), waar weinig over bekend is. Lhazarenen, die in dezelfde gebieden huizen, aanbidden dan weer schapengoden. In Valyria werden vuurgoden aanbeden.